# Керман
Керма́н (перс. ‎کرمان) — город в юго-восточной части Ирана, административный центр остана Керман. Крупный торгово-транспортный пункт, сельскохозяйственный центр.

## География
Керман окружён горами. Средняя высота города над уровнем моря составляет 1755 м. Климат Кермана можно охарактеризовать как умеренный. Лето жаркое, весной довольно часты пыльные бури. Средняя годовая норма осадков — около 135 мм. Почти все они выпадают в период с декабря по апрель.

## История

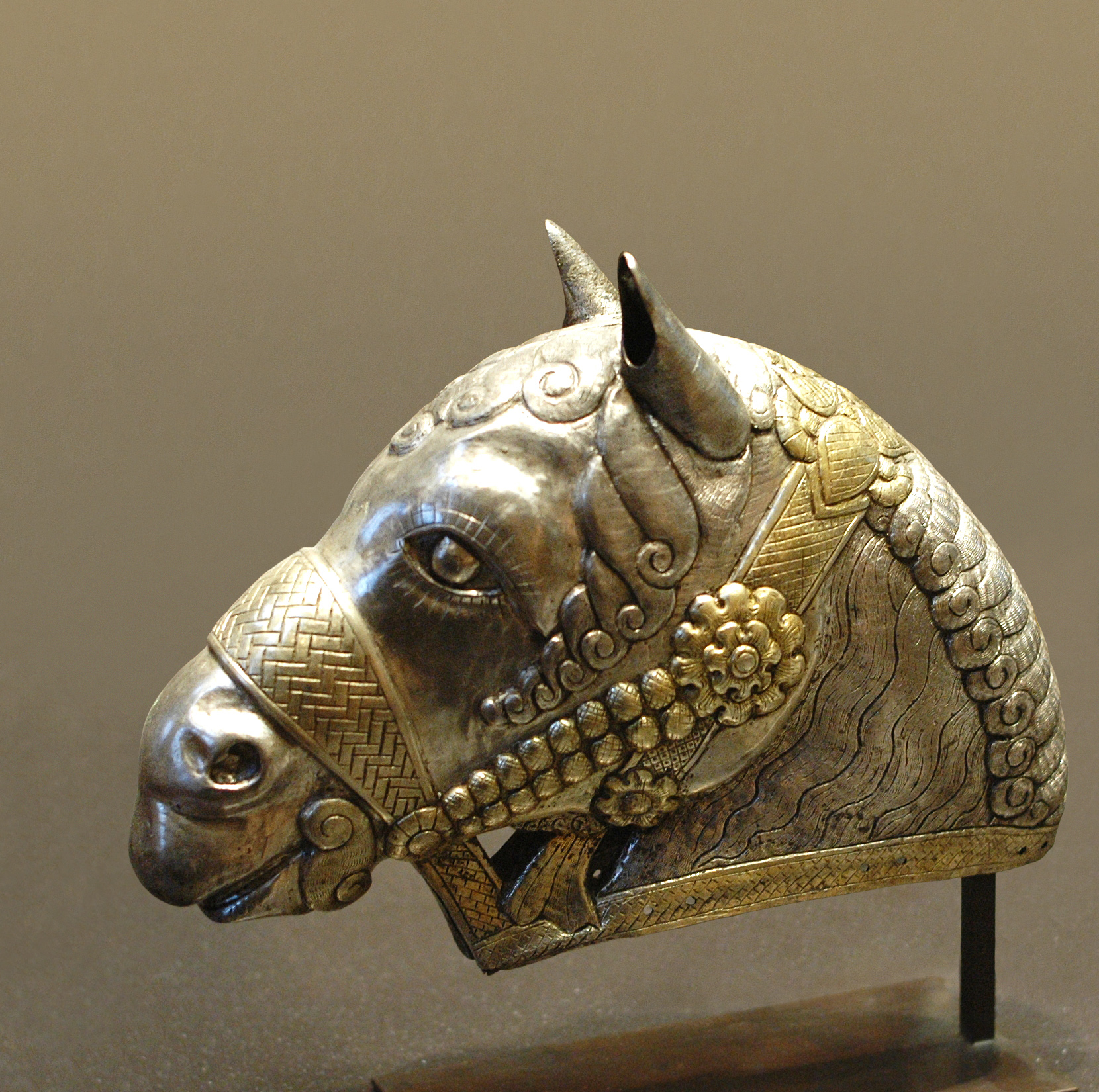
Голова лошади сасанидской эпохи, найденная в Кермане

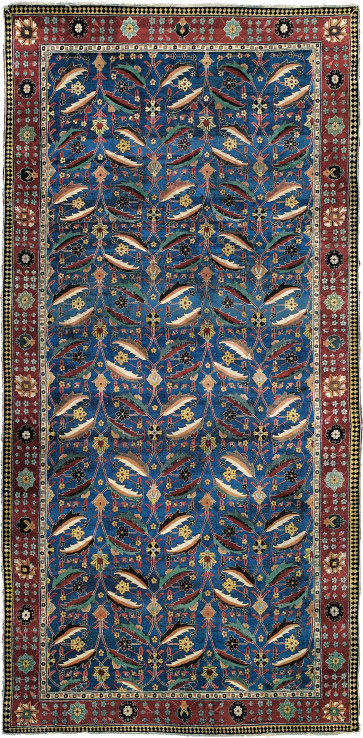
Керманский ковер

### Средние века
Ещё в 933 г. н. э. Керман был практически независимым государством зороастрийских белуджей. Буидский правитель, Ахмад ибн Бувайх или Муисз аль-Даула хотел завоевать Керман, но дважды потерпел поражение. В одном бою он потерял свою левую руку. Клиффорд Босуорт (1994) пишет, что восточный Керман и юго-западный Макуран в 971 г. н. э. находились под эффективным контролем племен Коджей-и-Балочей, когда буидский генерал Абид ибн Али захватил Тиз и окружающую территорию, и обратил население в ислам. Адуд ад-Даула предпринял драконовские меры против куджей и белуджей в Кермане.

### Новейшее время
В 1794 году город, как последний оплот династии Зендов, был осаждён войсками Ага Мохаммед Шаха Каджара. После полугодовой осады город подвергся разграблению, а жители — жестокостям и издевательствам. Керман на три месяца был отдан воинам. Большинство горожан было перебито. 20 тысяч мужчин было ослеплено, 8 тысяч женщин отдано на потеху воинам. Оставшиеся обращены в рабство. Из 600 отрубленных голов пленных была сложена пирамида. Последний зендский правитель Лутф-Али-хан был ослеплён и затем четвертован.

### Современное положение
3 января 2024 года в городе произошло два взрыва — погибли 94 человека, 284 ранены.

## Население
По данным переписи 2006 года население насчитывало 496 684 человека. На 2012 год население составляло 573 449 человек.
.
Население представлено преимущественно персами. Вторая по величине этническая группа — белуджи.
| 1976    | 1986    | 1991    | 1996    | 2006    | 2012    |
| ------- | ------- | ------- | ------- | ------- | ------- |
| 140 309 | 257 284 | 311 643 | 384 991 | 496 684 | 573 449 |

## Экономика
Экономика города основана преимущественно на сельском хозяйстве (остан Керман — крупный экспортёр фисташек). Имеется кустарно-ремесленное производство (ковров, шалей и др.), пищевая и текстильная промышленность, производство строительных материалов. Осуществляется добыча каменного угля и железной руды.

## Достопримечательности
Одним из главных керманских сувениров является промышленно производимый коломпе.

## Галерея

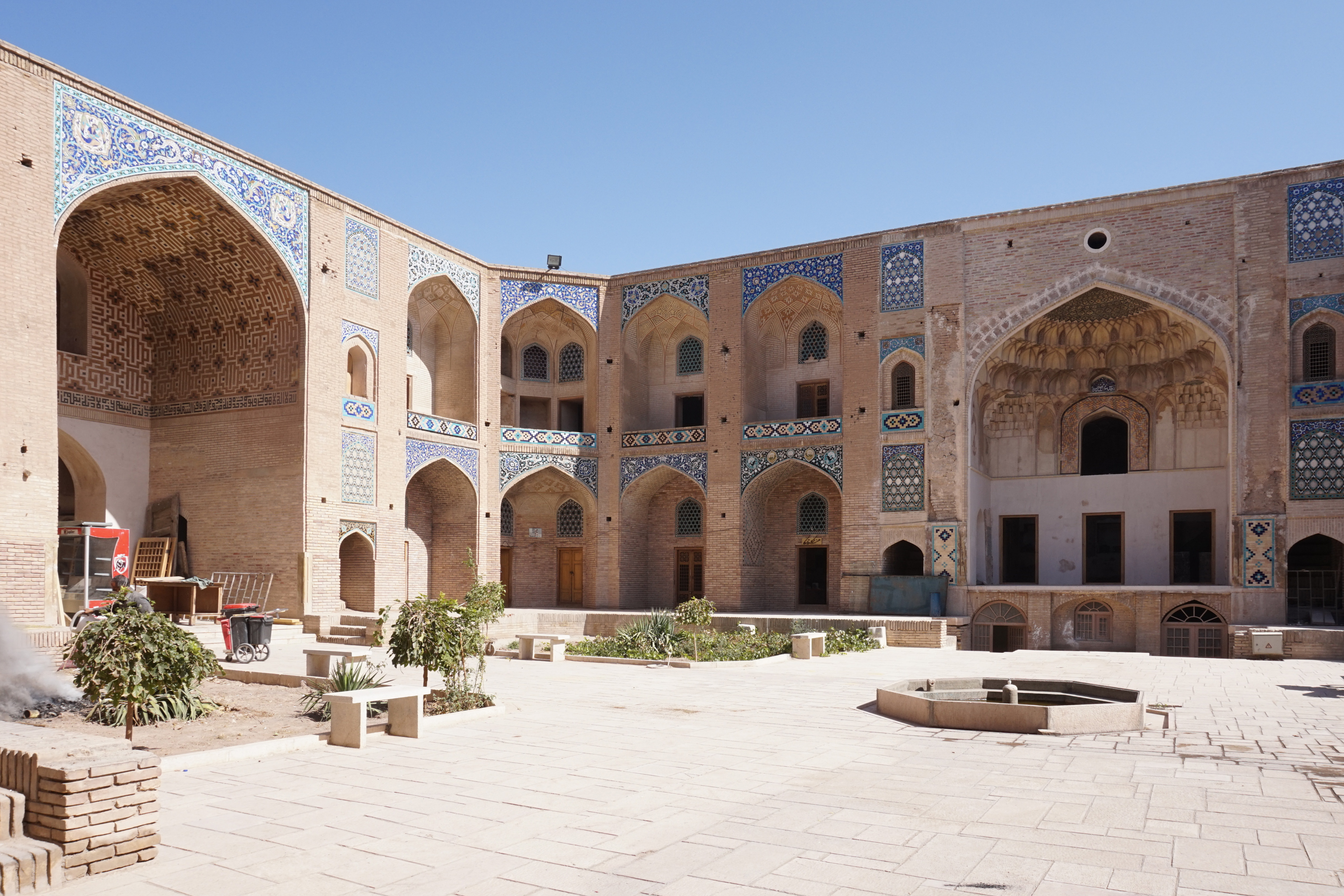
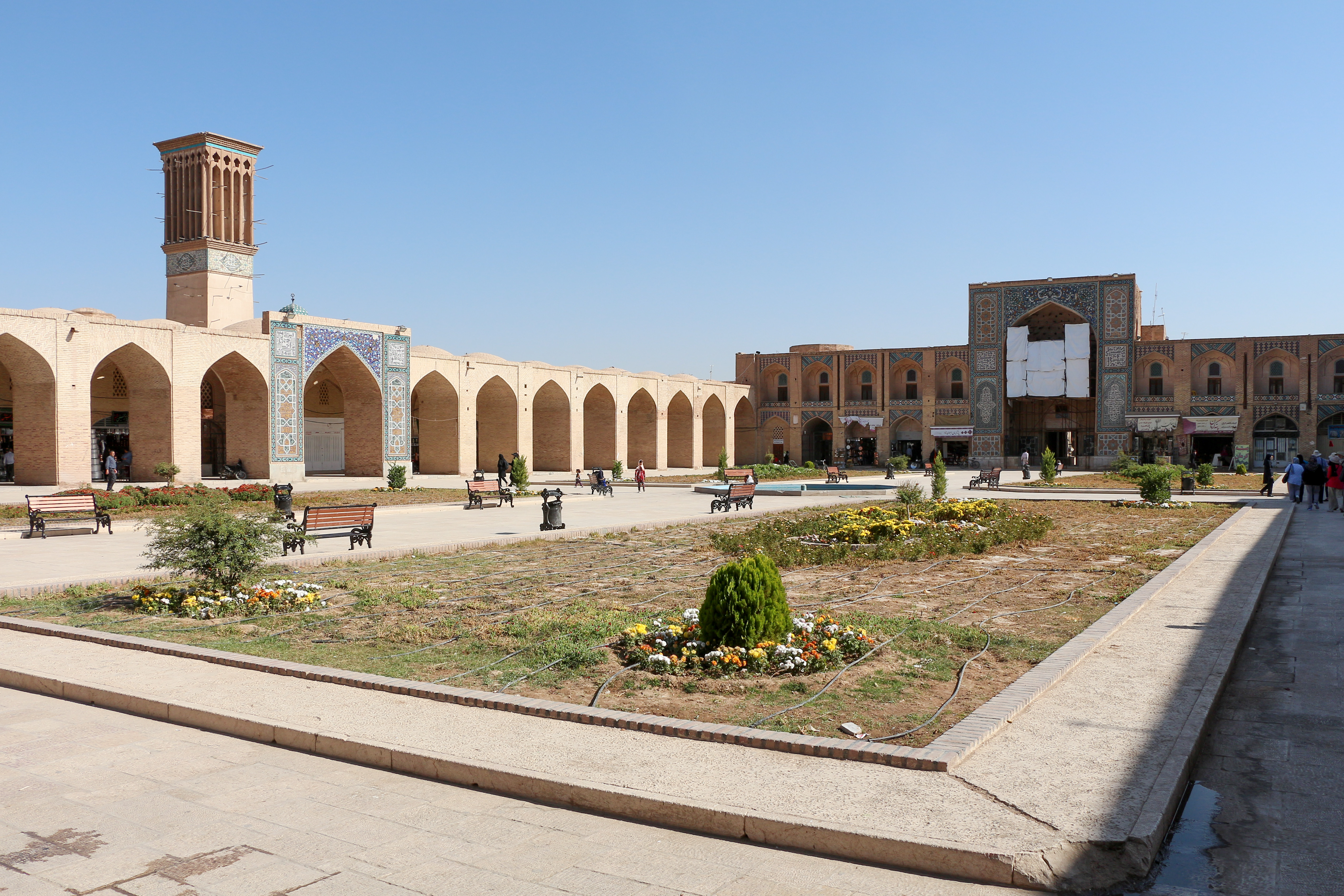
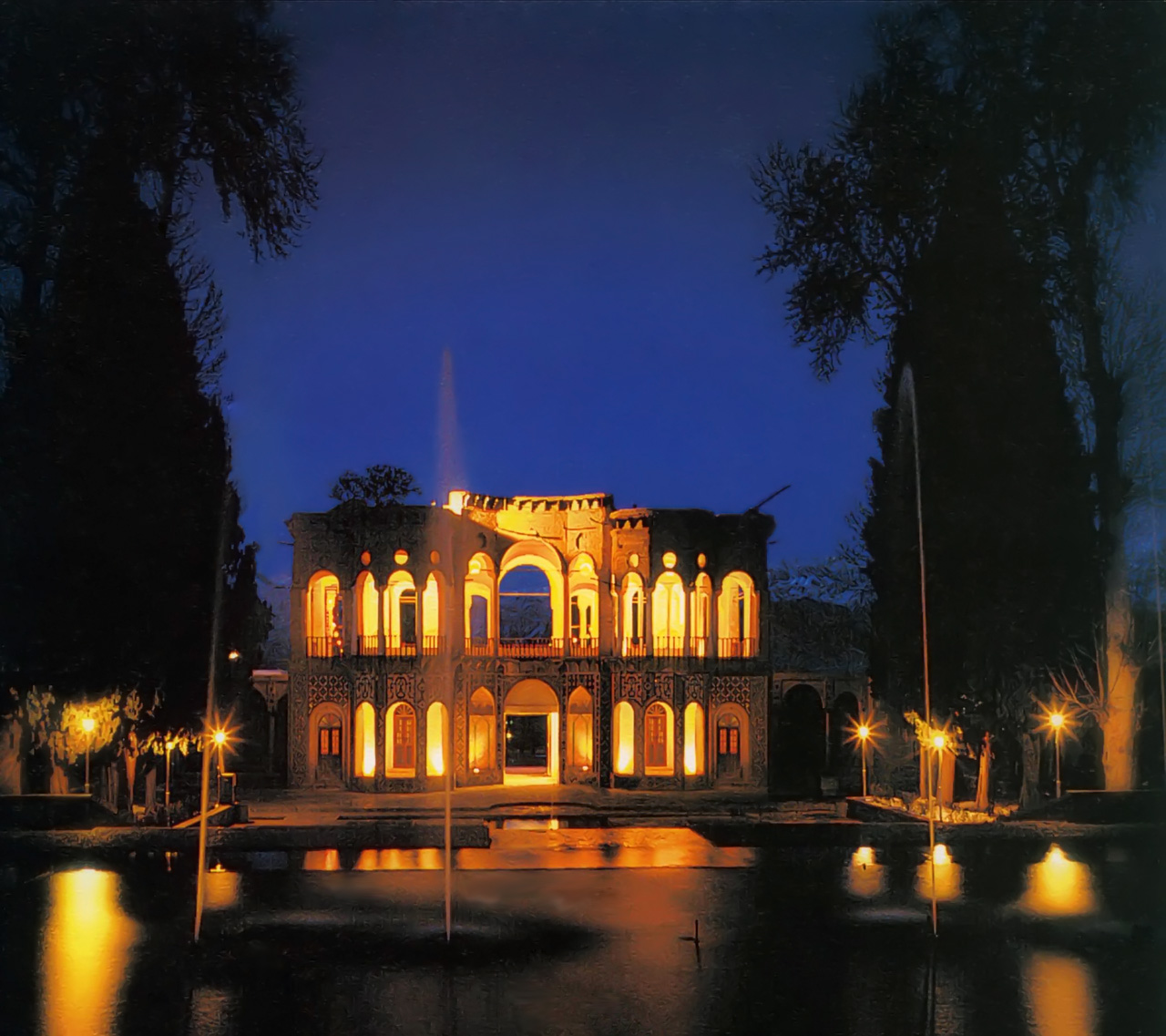
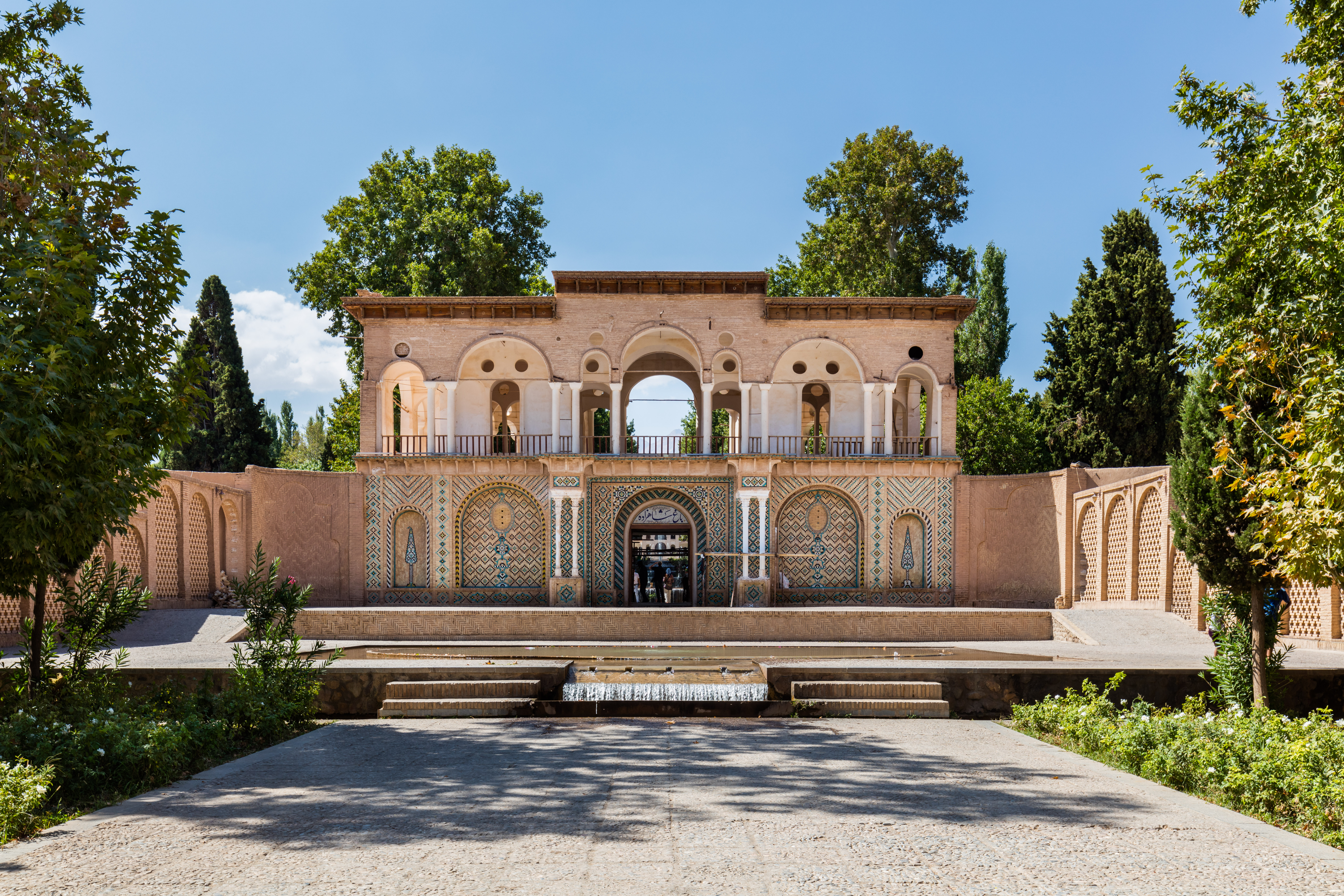
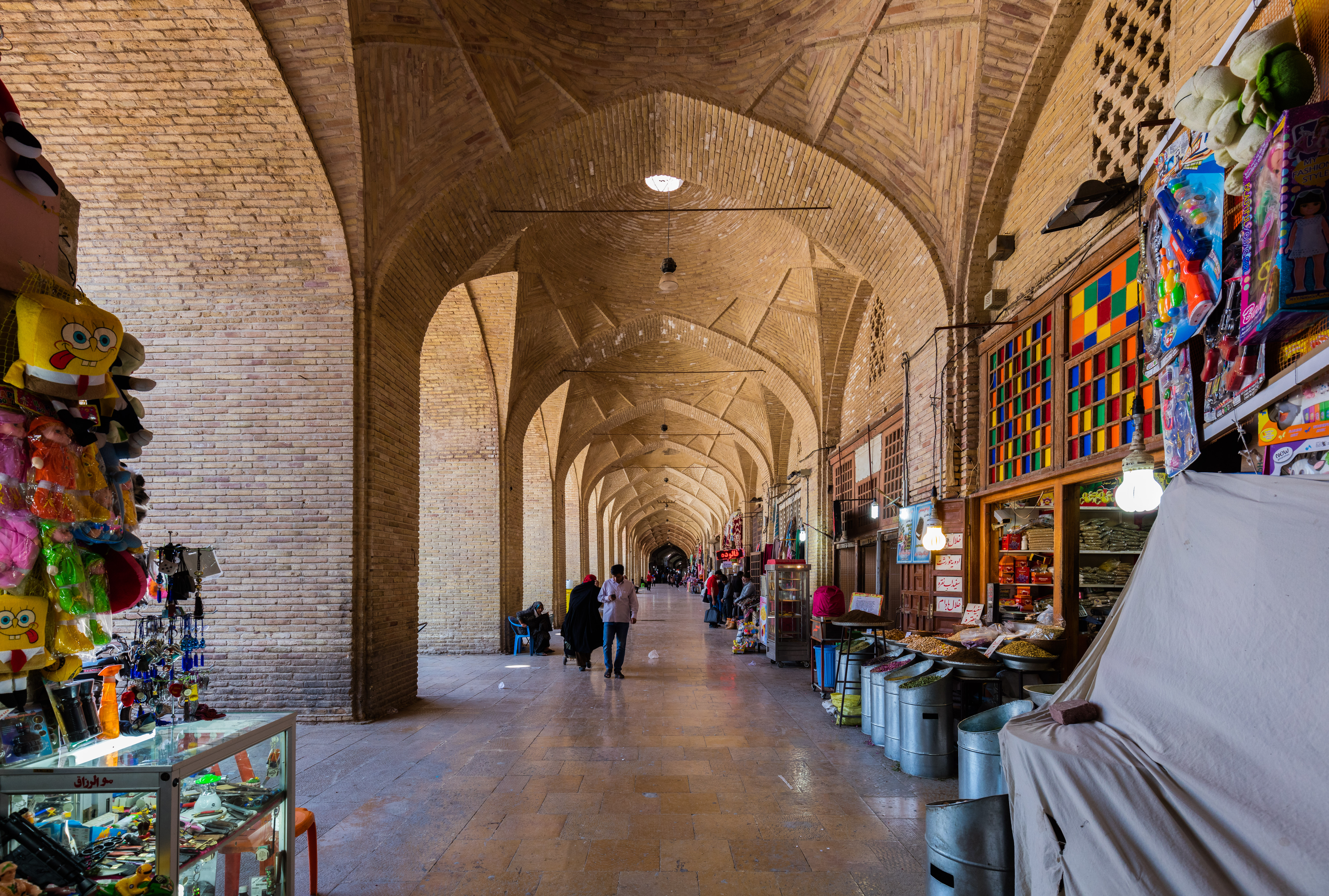
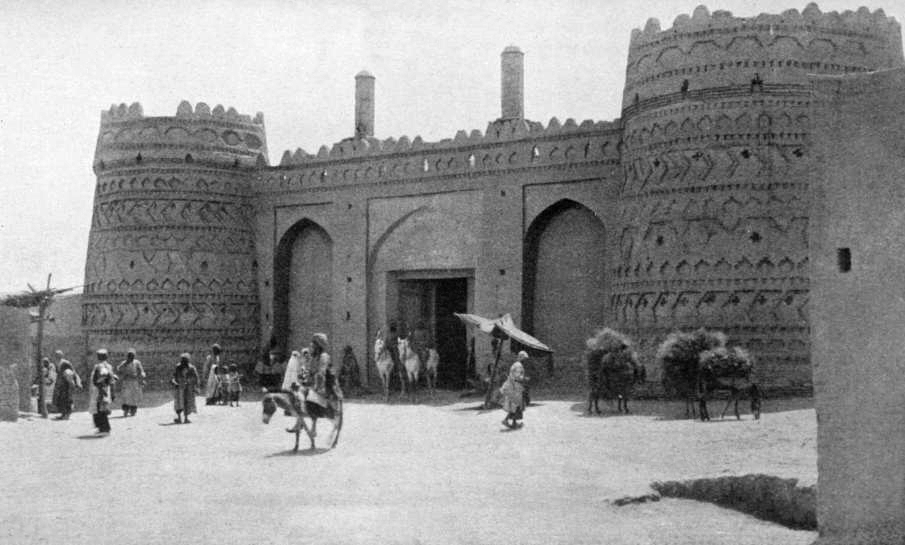
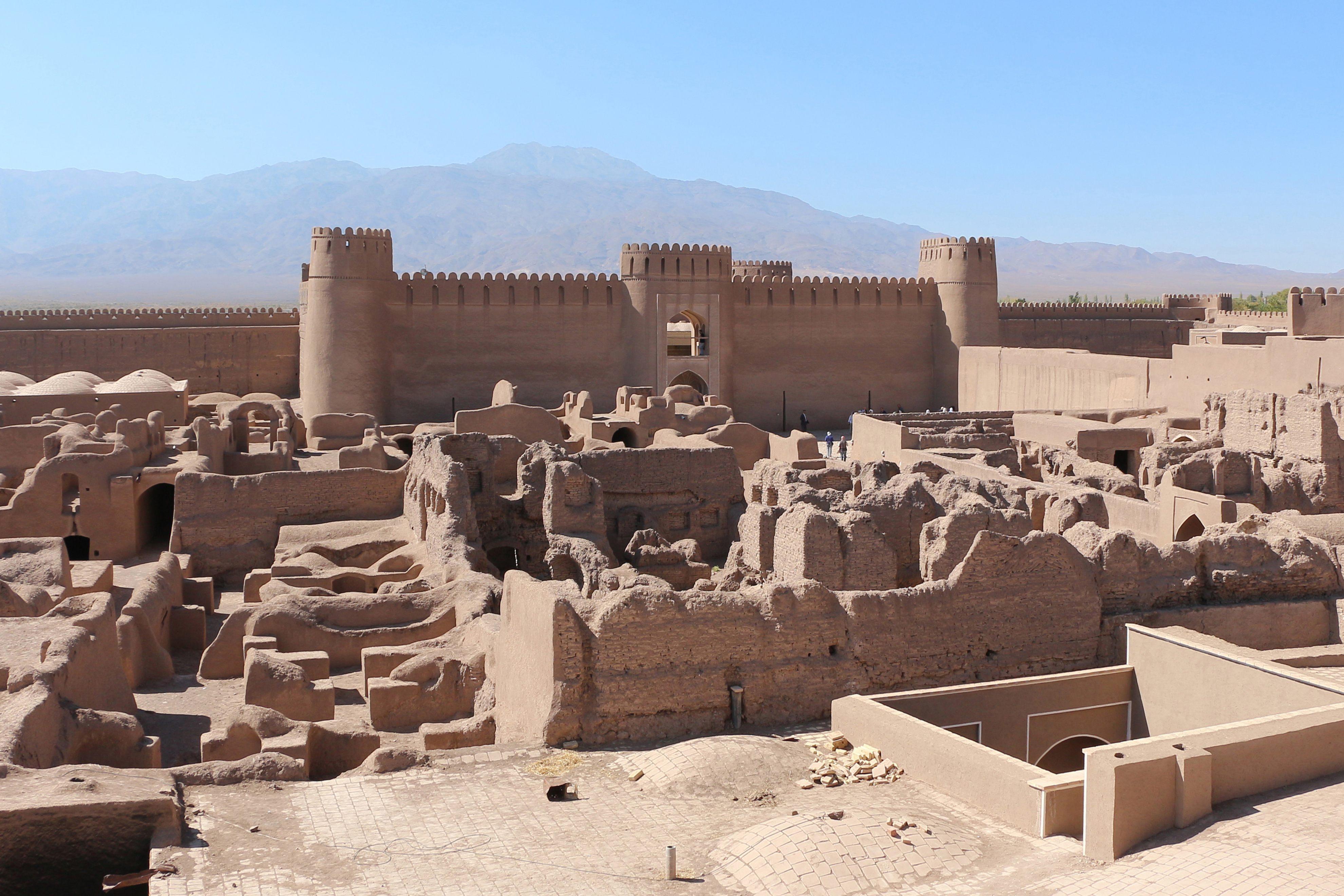